# Rudozelená koalice
Jako rudozelená koalice, či rudo-zelená koalice, se nazývá československá prvorepubliková vládní koalice v období července 1919 – září 1920. V jejím čele stál Vlastimil Tusar.
Koalice představovala spojení „zelené“ strany, respektive pravicové agrární strany a levicových sociálních demokratů a národních socialistů.
Koalice sestávala ze stran:
- Republikánská strana zemědělského a malorolnického lidu
- Československá sociálně demokratická strana dělnická
- Československá strana národně socialistická